# Suchy Potok (dopływ Soły)
Suchy Potok – potok, lewostronny dopływ Soły (Jeziora Międzybrodzkiego) o długości 1,74 km i powierzchni zlewni 1,92 km².
Górny bieg Suchego Potoku to potok Żarnówka Duża. Wypływa na wschodnich stokach Rogacza w Beskidzie Małym. Spływa między dwoma jego grzbietami; południowo-wschodnim z wzniesieniem Suchego Wierchu i północno-wschodnim. Cała zlewnia Suchego Potoku znajduje się w obrębie miejscowości Międzybrodzie Bialskie. Uchodzi do sztucznego zbiornika wodnego (Jeziora Międzybrodzkiego) na wysokości 315 m.
Jego źródłowe cieki znajdują się w zalesionym obszarze Beskidu Małego, główne koryto jest w zabudowanym obszarze miejscowości Międzyrzecza Bialskiego.